# Cantonul Saint-Aubin-du-Cormier
Cantonul Saint-Aubin-du-Cormier este un canton din arondismentul Fougères-Vitré, departamentul Ille-et-Vilaine, regiunea Bretania, Franța.

## Comune
- La Chapelle-Saint-Aubert
- Gosné
- Mézières-sur-Couesnon
- Saint-Aubin-du-Cormier (reședință)
- Saint-Christophe-de-Valains
- Saint-Georges-de-Chesné
- Saint-Jean-sur-Couesnon
- Saint-Marc-sur-Couesnon
- Saint-Ouen-des-Alleux
- Vendel